# Mattia de Rossi
Mattia de Rossi (Roma, 14 de janeiro de 1637 – 2 de agosto de 1695) foi um pintor barroco italiano ativo principalmente em Roma e cidades vizinhas.

## Biografia

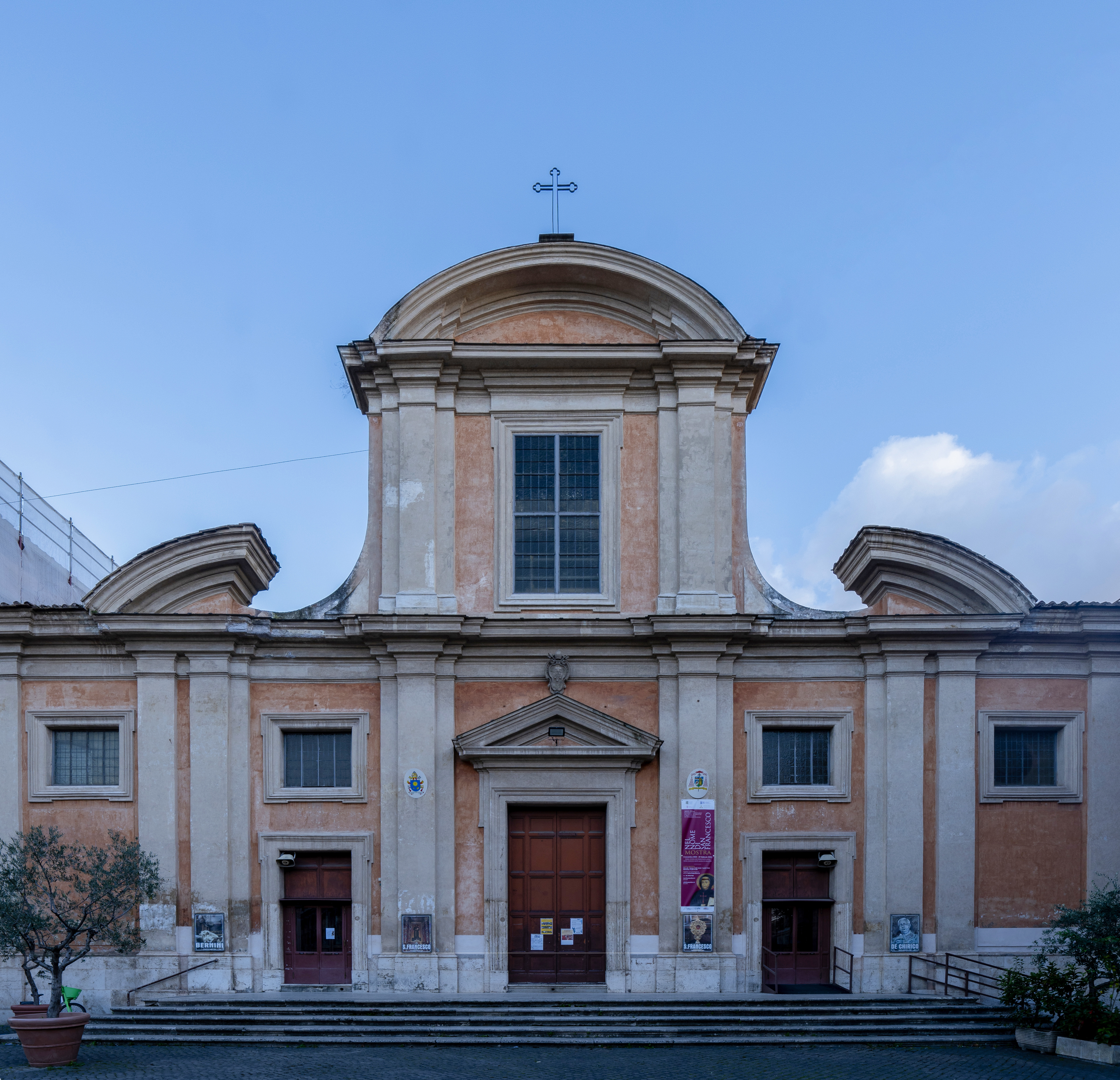
Fachada de San Francesco a Ripa, de Mattia de Rossi.

Mattia nasceu em Roma numa família de arquitetos e artesãos. Ficou famoso através do tutorado de Gian Lorenzo Bernini, de quem herdou a posição de arquiteto-chefe da "Fabbrica di San Pietro", a oficina responsável pelas obras na Basílica de São Pedro, quando o mestre morreu em 1680. Na posição, continuou a obra que havia sido iniciada por Bernini com a colunata da Praça de São Pedro e a Ponte de Santo Ângelo.
Em sua época, enfrentou competidores notáveis pelas principais encomendas, incluindo o prolífico Carlo Fontana. Entre as suas obras estão as fachadas das igrejas de San Francesco a Ripa (1681-1701), reformas ou reconstruções de Sant'Andrea al Quirinale, Santa Maria in Montesanto e Santa Croce e San Bonaventura dei Lucchesi, o posto alfandegário no porto da Ripa Grande, o Palazzo Muti Papazzurri (atribuído, 1660), o monumento funerário de Giovanna Garzoni em Santi Luca e Martina e o mausoléu de Leão X e o monumento a Clemente X na Basílica de São Pedro. Este último foi projetado por Rossi, mas construído por Lazzaro Morelli, Ercole Ferrata e Giuseppe Mazzuoli.
Foi também o "principe" (diretor) da Accademia di San Luca em 1681 e entre 1690 e 1693, quando foi substituído por Fontana.
Uma obra atribuída recentemente a ele é o projeto, possivelmente junto com Bernini, da igreja de planta central e o complexo de São Boaventura em Monterano (1677), que, mesmo no atual estado arruinado, relembra outras igrejas-santuário italianas no topo de montanhas. A obra foi encomendada pelo príncipe Don Angelo Altieri, sobrinho de Clemente X, que havia acabado de adquirir as terras vizinhas, para os Padri delle Scuole Pie, um grupo de padres dedicados à educação.
Em 1683, Rossi trabalhou para Camillo Pamphilj em Valmontone, uma cidadezinha perto de Roma e lá planejou a nova igreja matriz, a Colleggiata ("Igreja de Santa Maria"), inspirada por Sant'Agnese in Agone, de Borromini (Roma) e pela Igreja de Nossa Senhora da Assunção em Ariccia, de Bernini.